# Corredor da morte
Corredor da morte é um termo que se refere à seção de um presídio que abriga os condenados a morte que esperam pela execução.
Após o réu ser condenado e sentenciado à execução, ele permanece no corredor da morte durante o processo de apelação — isso se o condenado quiser apelar — ou até o dia e hora convenientes para sua execução. Nos Estados Unidos, devido às apelações demoradas e caras que precisam ocorrer antes da execução, cerca de um quarto das mortes no corredor da morte são de fato de causas naturais.
Na Grã-Bretanha, antes da abolição da pena de morte, prisioneiros condenados obtinham clemência caso não fossem executados em 90 dias, a contar do dia de sua sentença. Em alguns países caribenhos onde ainda existe a pena de morte, há um comitê judicial especializado em ajudar nas apelações daqueles condenados há muitos anos, com o propósito de evitar uma propagação de tal condição.
Oponentes da pena de morte afirmam que o isolamento do prisioneiro e a incerteza de seu destino constituem uma forma de crueldade mental, e que encarcerados por um longo tempo no corredor da morte estão propensos a desenvolver transtornos mentais, se já não o tiverem. A isto refere-se como o fenômeno do corredor da morte.
Nos Estados Unidos, os presos podem esperar muitos anos antes que a execução possa ser realizada devido aos procedimentos complexos e demorados de apelação exigidos pela jurisdição. Ao final de 2018, havia cerca de 2 721 pessoas no corredor da morte. Desde 1977, os estados do Texas (464), Virgínia (108) e Oklahoma (94) foram os que mais executaram pessoas. Até 2010, a Califórnia (683), Flórida (390), Texas (330) e Pensilvânia (218) tinham mais da metade de todos os presos no corredor da morte em todos os Estados Unidos. Até 2020, o prisioneiro com mais tempo no corredor da morte que foi executado era Thomas Knight que serviu 39 anos, sendo executado em 2014. Embora Knight foi o preso que mais esperou ser executado, Gary Alvord chegou no corredor da morte da Flórida em 1974 e morreu 39 anos depois, em 19 de maio de 2013, de um tumor no cérebro, tendo servido no corredor da morte mais tempo do que qualquer americano. Brandon Astor Jones passou 36 anos no corredor da morte (com um breve período na população carcerária em geral durante seu julgamento de nova sentença) antes de ser morto por um outro preso na Geórgia em 2016, aos 72 anos de idade. O preso mais velho que ficou no corredor da morte foi Leroy Nash, com 94 anos de idade, no Arizona. Ele morreu de causas naturais em 12 de fevereiro de 2010.